# 科里 (印第安納州)
科里（英語：Cory）是位於美國印地安納州克萊縣的一個非建制地區。該地的面積和人口皆未知。

## 地理
科里的座標為39°22′56″N 87°12′21″W / 39.38222°N 87.20583°W，而該地的平均海拔高度為192米（即630英尺）。